# ダーネル・マクドナルド
ダーネル・タイロン・マクドナルド（Darnell Tyrone McDonald, 1978年11月17日 - ）は、アメリカ合衆国・コロラド州フォートコリンズ出身の元プロ野球選手（外野手）。

## 経歴
1996年、高校全米代表チームに（DHとして）選出される。
1997年も前年に引き続き（今度は外野手として）代表入りし、ベースボール・アメリカ誌が選ぶ高校年間最優秀選手に輝くなど学生時代から注目を浴びる。

### オリオールズ時代
1997年にボルチモア・オリオールズから1巡目(全体26位)でドラフト指名を受け、8月8日に契約した。
プロ1年目の1998年、ベースボール・アメリカ誌の「将来有望な新鋭」として21位にランクされた程の俊才ではあったが、プロ入り後伸び悩み、以後7年間もの長きにわたってマイナー暮らしに明け暮れることになる。
2002年11月20日に40人枠入りを果たした。
2003年2月27日にオリオールズと1年契約に合意。3月11日にAAA級オタワ・リンクスへ異動した。
2004年2月27日にオリオールズと1年契約に合意。4月3日にAAA級オタワへ異動した。4月30日にようやくメジャーデビューを果たすが、限られた出場機会で結果を出せず、わずか17試合でマイナー降格となった。10月15日に40人枠を外れ、AAA級オタワへ降格。10月27日にFAとなった。

### マイナー時代
2005年1月26日にクリーブランド・インディアンスとマイナー契約を結んだ。5月6日に禁止薬物で陽性反応を示し、出場停止処分を受けた。6月10日にタンパベイ・デビルレイズとマイナー契約を結んだ。オフの10月28日にFAとなった。
2006年1月11日にデビルレイズとマイナー契約で再契約した。この年はAAA級で136試合に出場し、打率.292、14本塁打、57打点、出塁率.351、30盗塁の好成績を挙げ、オールスターにも選出された。だがメジャー再昇格はなく、11月1日にFAとなった。11月6日にワシントン・ナショナルズとマイナー契約を結んだ。

### ツインズ時代
2007年6月24日にレベイル・スパイグナーとの交換トレードでミネソタ・ツインズへ移籍。7月20日に3年ぶりのメジャー再昇格を果たしたが、7月25日にAAA級へ降格。わずか4試合の出場に終わった。
2008年2月25日に40人枠から外れ、AAA級へ降格。

### レッズ時代
2009年1月7日にシンシナティ・レッズとマイナー契約を結び、4月5日にメジャー契約を結んだ。5月22日にDFAとなり、5月26日にAAA級ルイビル・バッツへ降格。8月24日にメジャーへ再昇格。オフの11月5日に40人枠を外れ、AAA級ルイビルへ降格した。

### レッドソックス時代
2009年11月24日にボストン・レッドソックスとマイナー契約を結んだ。
2010年4月7日にAAA級ポータケット・レッドソックスへ異動。4月20日にレッドソックスとメジャー契約を結んだ。
2011年3月8日にレッドソックスと1年契約に合意し、開幕ロースター入りした。8月26日のアスレチックス戦では、大量リードで負けている状況、投手を使いたくない試合展開で9回に投手として登板。ストレートのみを投じ、2連続四球と制球に苦しみ結果的に1イニングを投げて2失点。松井秀喜はセカンドゴロに抑えた。球速は130km/h台であった。
2012年3月9日にレッドソックスと1年契約に合意。5月6日の対オリオールズ戦では、延長戦が長引いたことでお互いに投手がいなくなり、17回に登板したが、アダム・ジョーンズに決勝3ランを浴び、最後はこちらも野手ながら2イニングを投げたクリス・デービスの前に併殺打に打ち取られ、敗戦投手になってしまった。6月30日にDFAとなり、ウェーバーにかけられた。

### ヤンキース時代
2012年7月4日にニューヨーク・ヤンキースが獲得した。4試合に出場後、7月17日にAAA級スクラントン・ウィルクスバリ・レイルライダースへ降格した。10月6日に放出された。

### カブス時代
2013年1月10日にシカゴ・カブスとマイナー契約を結んだ。8月11日にメジャーへ昇格した。10月9日に40人枠から外れ、AAA級アイオワ・カブスへ降格した。11月5日にFAとなったが、12月2日にカブスとマイナー契約で再契約した。
2014年4月2日に放出され、4月6日に自身のインスタグラムで現役引退を表明した。

## 選手としての特徴
マイナー通算4446打数で打率.269 ・ 出塁率.330 ・ OPS.720と平凡な打撃成績ではあるが、2006年30盗塁 ・ 2007年33盗塁とスピードは健在。

## 詳細情報

### 年度別打撃成績
| 年 度     | 球 団     | 試 合 | 打 席 | 打 数 | 得 点 | 安 打 | 二 塁 打 | 三 塁 打 | 本 塁 打 | 塁 打 | 打 点 | 盗 塁 | 盗 塁 死 | 犠 打 | 犠 飛 | 四 球 | 敬 遠 | 死 球 | 三 振 | 併 殺 打 | 打 率 | 出 塁 率 | 長 打 率 | O P S |
| --------- | --------- | ----- | ----- | ----- | ----- | ----- | -------- | -------- | -------- | ----- | ----- | ----- | -------- | ----- | ----- | ----- | ----- | ----- | ----- | -------- | ----- | -------- | -------- | ----- |
| 2004      | BAL       | 17    | 34    | 32    | 3     | 5     | 1        | 0        | 0        | 6     | 1     | 1     | 0        | 0     | 0     | 2     | 0     | 0     | 6     | 0        | .156  | .206     | .188     | .393  |
| 2007      | MIN       | 4     | 11    | 10    | 0     | 1     | 0        | 0        | 0        | 1     | 0     | 0     | 0        | 0     | 0     | 1     | 0     | 0     | 3     | 0        | .100  | .182     | .100     | .282  |
| 2009      | CIN       | 47    | 111   | 105   | 12    | 28    | 6        | 1        | 2        | 42    | 10    | 1     | 0        | 0     | 0     | 5     | 0     | 1     | 31    | 4        | .267  | .306     | .400     | .706  |
| 2010      | BOS       | 117   | 363   | 319   | 40    | 86    | 18       | 3        | 9        | 137   | 34    | 9     | 1        | 12    | 0     | 30    | 1     | 2     | 85    | 5        | .270  | .336     | .429     | .766  |
| 2011      | BOS       | 79    | 175   | 157   | 26    | 37    | 6        | 1        | 6        | 63    | 24    | 2     | 3        | 0     | 2     | 14    | 0     | 2     | 33    | 3        | .236  | .303     | .401     | .704  |
| 2012      | BOS       | 38    | 99    | 84    | 17    | 18    | 7        | 0        | 2        | 31    | 9     | 1     | 1        | 2     | 1     | 12    | 0     | 0     | 17    | 1        | .214  | .309     | .369     | .679  |
| 2012      | NYY       | 4     | 4     | 4     | 0     | 0     | 0        | 0        | 0        | 0     | 0     | 0     | 0        | 0     | 0     | 0     | 0     | 0     | 2     | 0        | .000  | .000     | .000     | .000  |
| '12計     | NYY       | 42    | 103   | 88    | 17    | 18    | 7        | 0        | 2        | 31    | 9     | 1     | 1        | 2     | 1     | 12    | 0     | 0     | 19    | 1        | .205  | .297     | .352     | .649  |
| 2013      | CHC       | 25    | 57    | 53    | 4     | 16    | 4        | 0        | 1        | 23    | 5     | 0     | 0        | 0     | 0     | 4     | 0     | 0     | 8     | 4        | .302  | .351     | .434     | .785  |
| 通算：7年 | 通算：7年 | 331   | 854   | 764   | 102   | 191   | 42       | 5        | 20       | 303   | 83    | 14    | 5        | 14    | 3     | 68    | 1     | 5     | 185   | 17       | .250  | .314     | .397     | .711  |

- 2013年度シーズン終了時

### 年度別投手成績
| 年 度     | 球 団     | 登 板 | 先 発 | 完 投 | 完 封 | 無 四 球 | 勝 利 | 敗 戦 | セ 丨 ブ | ホ 丨 ル ド | 勝 率 | 打 者 | 投 球 回 | 被 安 打 | 被 本 塁 打 | 与 四 球 | 敬 遠 | 与 死 球 | 奪 三 振 | 暴 投 | ボ 丨 ク | 失 点 | 自 責 点 | 防 御 率 | W H I P |
| --------- | --------- | ----- | ----- | ----- | ----- | -------- | ----- | ----- | -------- | ----------- | ----- | ----- | -------- | -------- | ----------- | -------- | ----- | -------- | -------- | ----- | -------- | ----- | -------- | -------- | ------- |
| 2011      | BOS       | 1     | 0     | 0     | 0     | 0        | 0     | 0     | 0        | 0           | ----  | 6     | 1.0      | 1        | 0           | 2        | 0     | 0        | 0        | 0     | 0        | 2     | 2        | 18.00    | 3.00    |
| 2012      | BOS       | 1     | 0     | 0     | 0     | 0        | 0     | 1     | 0        | 0           | .000  | 6     | 1.0      | 2        | 1           | 2        | 0     | 0        | 0        | 0     | 0        | 3     | 3        | 27.00    | 4.00    |
| 通算：2年 | 通算：2年 | 2     | 0     | 0     | 0     | 0        | 0     | 1     | 0        | 0           | .000  | 12    | 2.0      | 3        | 1           | 4        | 0     | 0        | 0        | 0     | 0        | 5     | 5        | 22.50    | 3.50    |

- 2013年度シーズン終了時

### 背番号
- 11 （2004年）
- 39 （2004年）
- 41 （2004年）
- 31 （2007年）
- 16 （2009年、2013年）
- 54 （2010年 - 2012年、2013年）
- 26 （2012年）